# Giovanni Benedetto Castiglione
Giovanni Benedetto Castiglione (1609 Janov – 5. května 1664 Mantova) byl italský barokní malíř, grafik a návrhář janovské školy. Je znám svými lepty a je mu přičítán vynález grafické techniky monotypie. V Itálii je znám jako Il Grechetto a ve Francii jako Le Benédette.

## Životopis

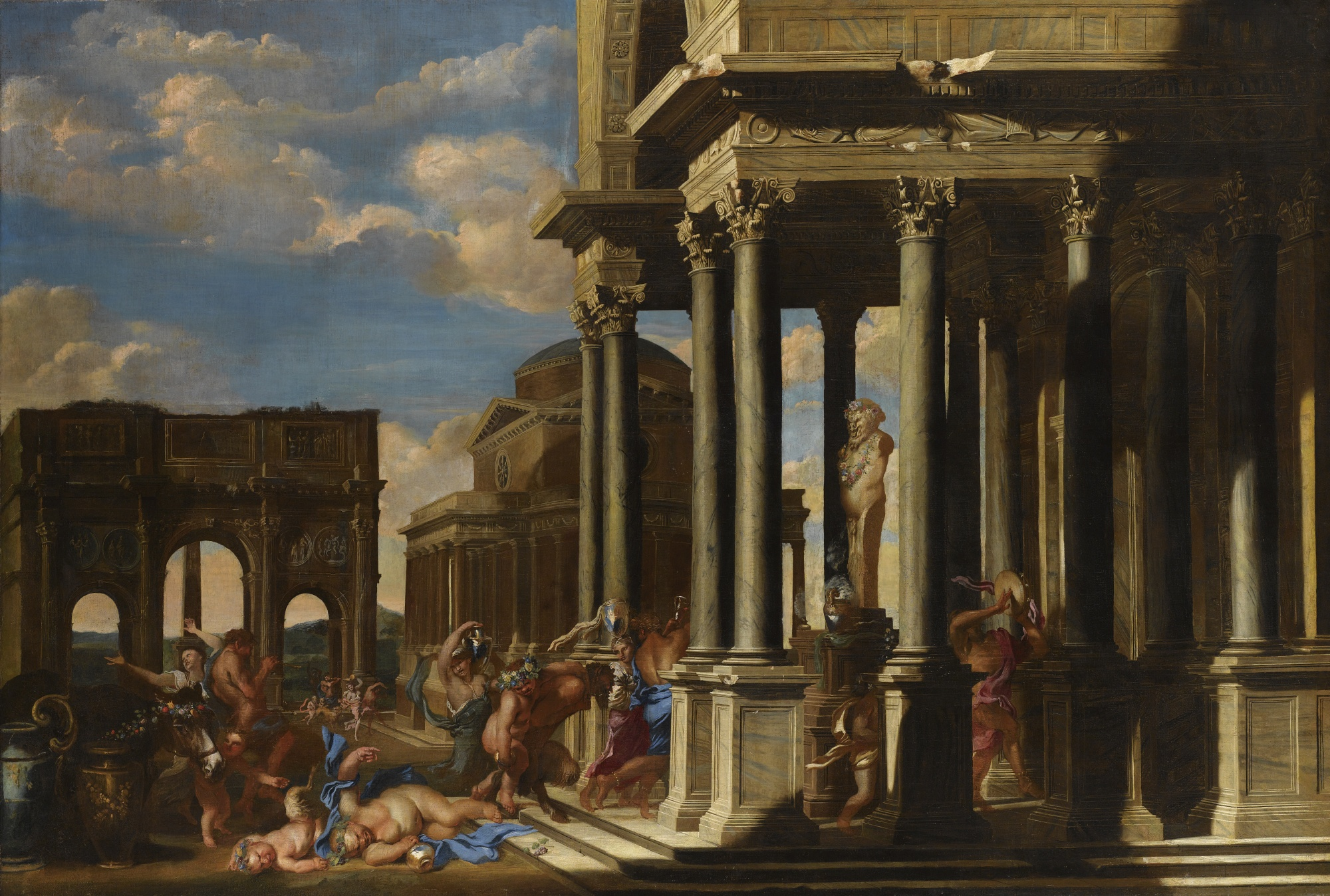
Bakchanálie, Filippo Gagliardi a Giovanni Benedetto Castiglione

Castiglione se narodil v Janově. Kde se učil malovat není jasné. Možná studoval u Sinibalda Scorzy. Wittkower ho popisuje jako „vášnivého studenta“ Anthonyho van Dycka, který přišel do města v roce 1621, a Petera Paula Rubense, který žil ve městě v první dekádě 17. století a jehož obrazy zde byly snadno dostupné. Možná se učil u janovského Bernarda Strozziho. Od roku 1634 do roku 1645 žil Castiglione v Římě a poté se vrátil do Janova. Cestoval také do Florencie a Neapole. Do Říma se vrátil v roce 1647, v roce 1651 se přestěhoval do Mantovy a stal se zde dvorním umělcem u mantovského vévody Karla II. Gonzagy (31. října 1629 – 14. srpna 1665) a jeho manželky arcivévodkyně Isabelly Clary de Austria (12. srpna 1629 – 24. února 1685). Castiglione zemřel v Mantově.
Za svého života měl různé problémy se zákonem. Když Queen's Gallery (Královská galerie) v Londýně pořádala v roce 2013 výstavu jeho prací, učinila toto prohlášení: „Giovanni Benedetto Castiglione byl také násilný a prudký muž, který byl opakovaně souzen za útoky, údajně se pokusil shodit svou sestru ze střechy a ona byla nucena opustit Řím, pravděpodobně z obavy o život. Turbulence, které charakterizovaly jeho život, zastiňovaly jeho uměleckou brilanci a Castiglione se snažil dosáhnout uznání za svého života, podle soudních dokumentů.“

## Umělecké úspěchy

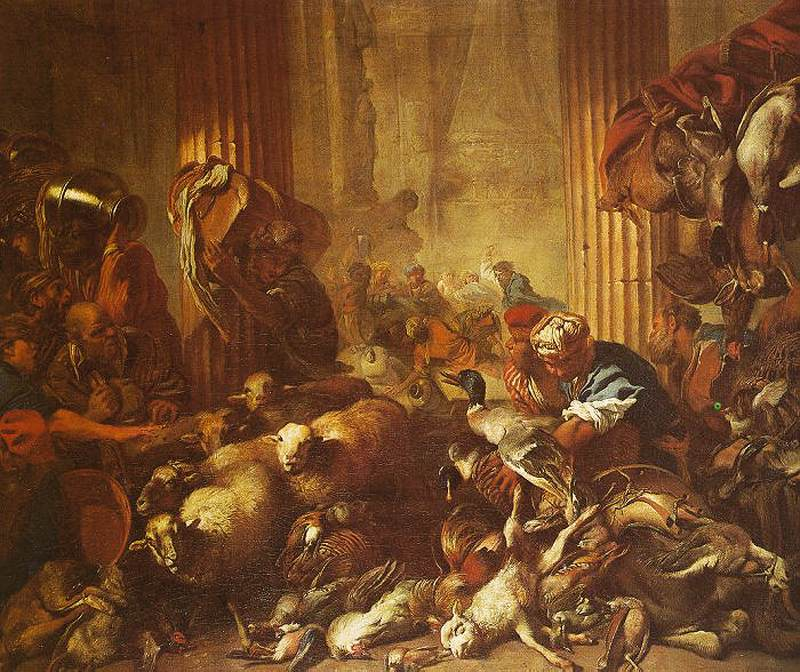
Kristus vyhání lichváře z chrámu

Castiglione byl nejen portrétista, maloval i historické stavby, krajiny, ale především vynikal jako malíř vesnických trhů a jiných venkovských scén se zvířaty. Noemova archa a zvířata vstupující do archy byla jeho oblíbeným tématem. Castiglione byl také skvělý návrhář a propagoval vývoj olejové skici (často s použitím směsi substancí). Vystavoval tato díla jako hotovu práci, třebaže dříve byly tyto práce použity pouze pro pracovní studie k jinému dílu, jak to dělal například Rubens. Znovu a znovu se vracel ke stejným tématům, ale pokaždé s výrazně odlišnou kompozicí. Také vytvořil řadu leptů (viz The genius of Castiglione z roku 1648). Jedním z nich je Diogenes searching for a Man, jiné mají náboženská témata. Některé z nich jsou moralistické příběhy, jako například příběhy slepých, kteří vedou slepé. Jeho lepty jsou pozoruhodné využitím kontrastu mezi světlem a stínem a dokonce byl pro své lepty často označován jako druhý Rembrandt. V roce 1630 vystavoval své lepty podle Rembrandtových obrazů. Kolem roku 1648 vynalezl monotyp, jedinou techniku tisku, která byla italským vynálezem, a během následujících let těchto tisků vytvořil více než dvacet. Vytvořil řadu portrétů exotických, většinou orientálních mužů, ale také žen. Byly tisknuty ve velkém počtu. Mezi další témata jeho leptů patří Diogenes s lucernou, Noe vedoucí zvířata do archy, Sv. Josef odpočívající cestou do Egypta, Kirké obklopena zvířaty, Silenus u fontány, Zrození, Vzkříšení Lazara a Genius of Castiglione.
Castiglione byl známý svým uměním malovat zvířata, většinou zvířata domestikovaná. Byla často dominantním prvkem na jeho obrazech. Například v obraze Kristus vyhání lichváře z chrámu není důležitá náboženská událost, ta tvoří pouze pozadí obrazu, malíř ukazuje hlavně strach zvířat, jenž je mnohem výraznější než obava lichvářů. Castiglioneovo zaměření na detail v zobrazení přírody je považováno za důkaz vlivu Scorzy a vlámského malíře zvířat a zátiší Jana Roose, který v Janově dlouhou dobu žil. Jan Roos byl zřejmě ten, kdo přesvědčil Castiglioneho, aby oživoval své náboženské a mytologické kompozice zvířaty.
V Mantově dostal své jméno Il Grechetto podle svých pastoračních obrazů. Ke stáru byl těžce postižený dnou. Jeho bratr Salvatore a jeho syn Francesco byli také malíři, malovali obrazy se stejnými tématy jako Benedetto. Je možné, že některá díla připisovaná jemu jsou ve skutečnosti jen kopie jeho prací nebo originály jeho syna či bratra. Castiglione ovlivnil také Antona Maria Vassalla (asi 1640–1660). Mezi jeho následovníky patří Giovanni Lorenzo Bertolotto z Janova, benátský Anton Maria Zanetti, Michele l'Asne, Louis de Chatillon a Coreneille Coemans.
Jeho obrazy jsou v Římě, Benátkách, Neapoli, Florencii a zejména v Janově a Mantově. Obraz Narození Ježíše pro janovský kostel San Luca patří mezi jeho nejslavnější obrazy a galerie Louvre vlastní osm jeho obrazů s tímto motivem. Namaloval obraz Sv. Mary Magdalene and Catharine pro kostel Madonna di Castello v Janově a obraz Sv. Josef poráží Maury pro malý kostelík v Janově Oratory of San Giacomo della Marina.

## Galerie

Vybrané práce
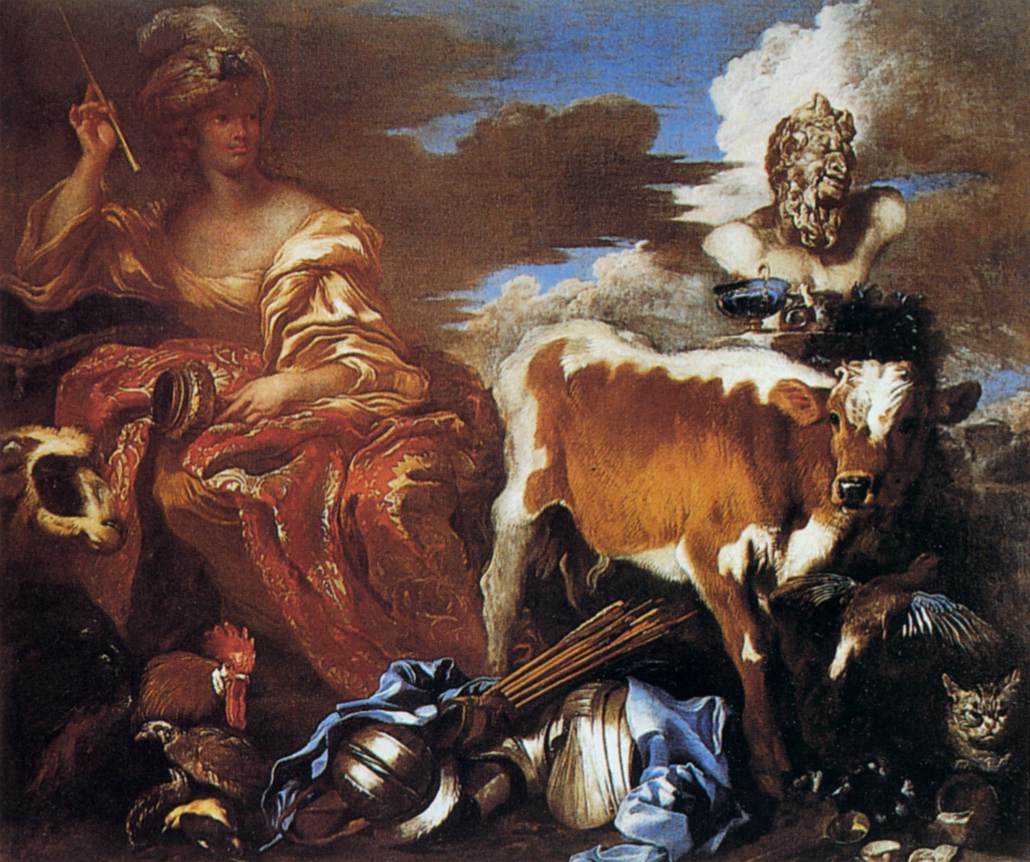
Kirké obklopena zvířaty
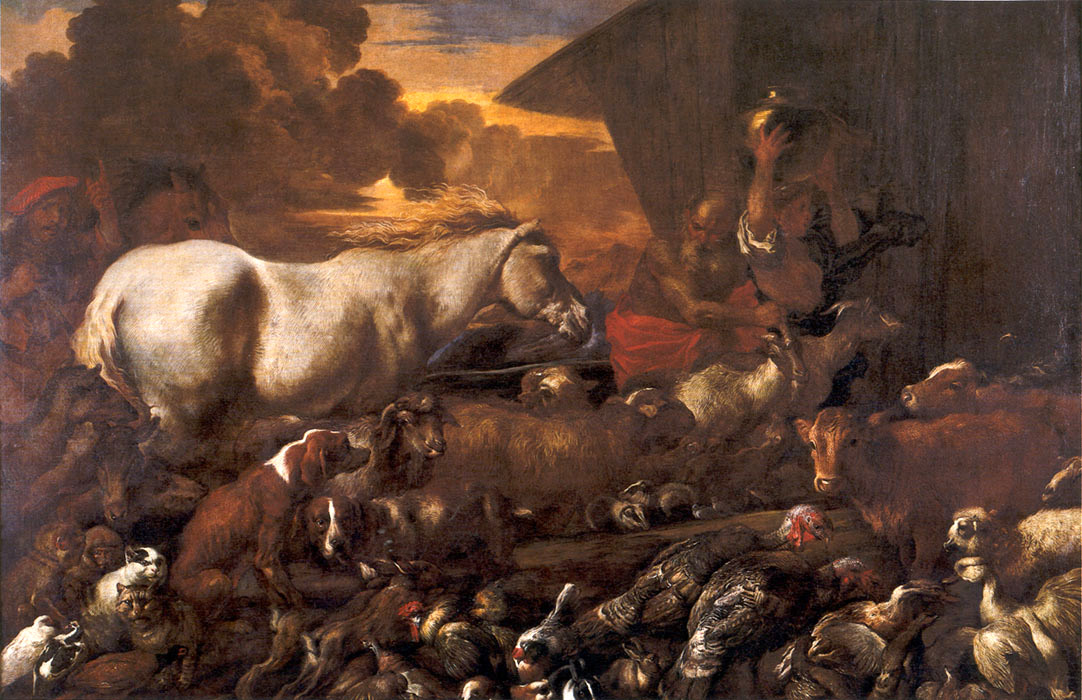
Noe vedoucí zvářata do archy
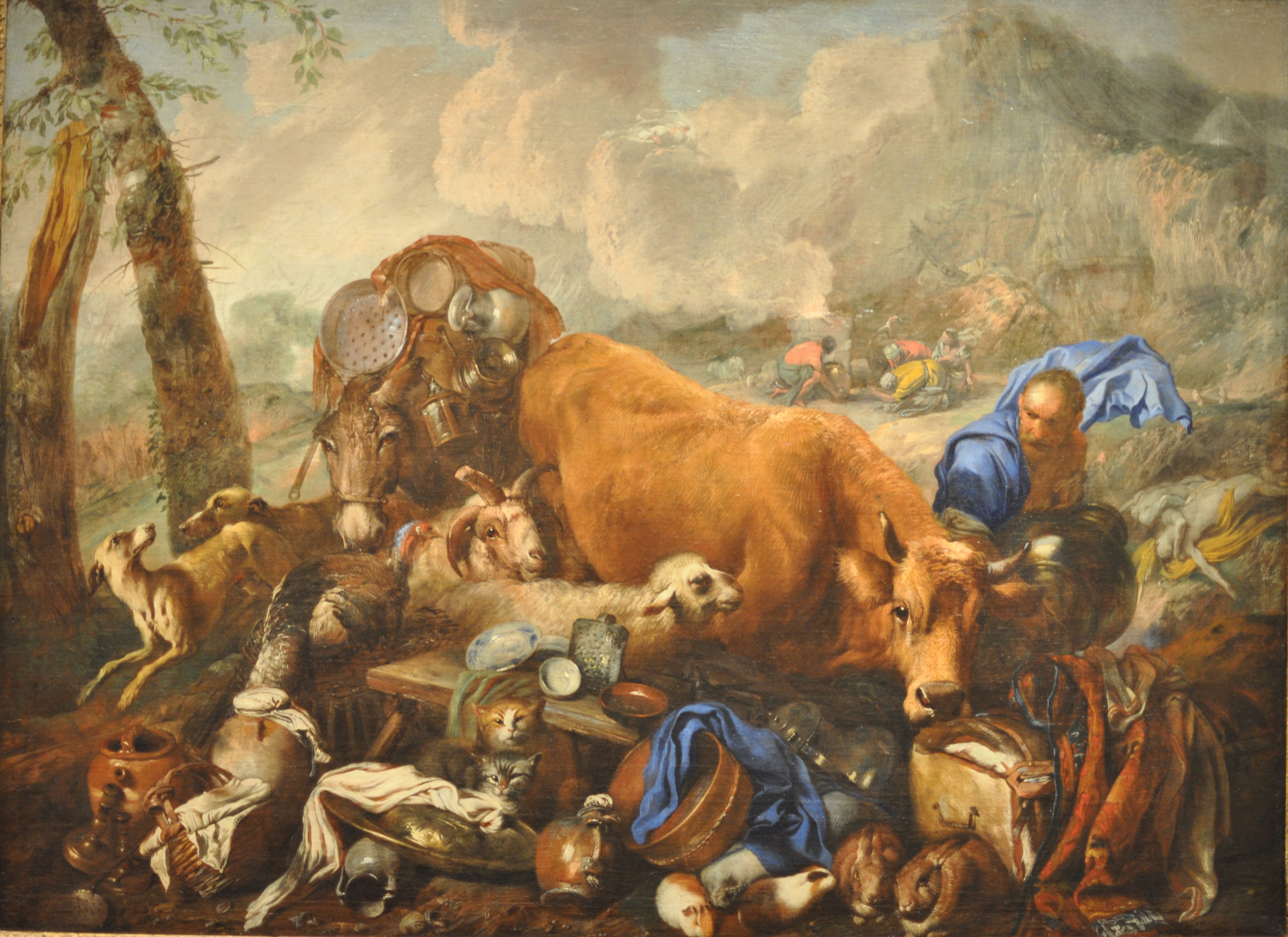
Noe obětující po potopě
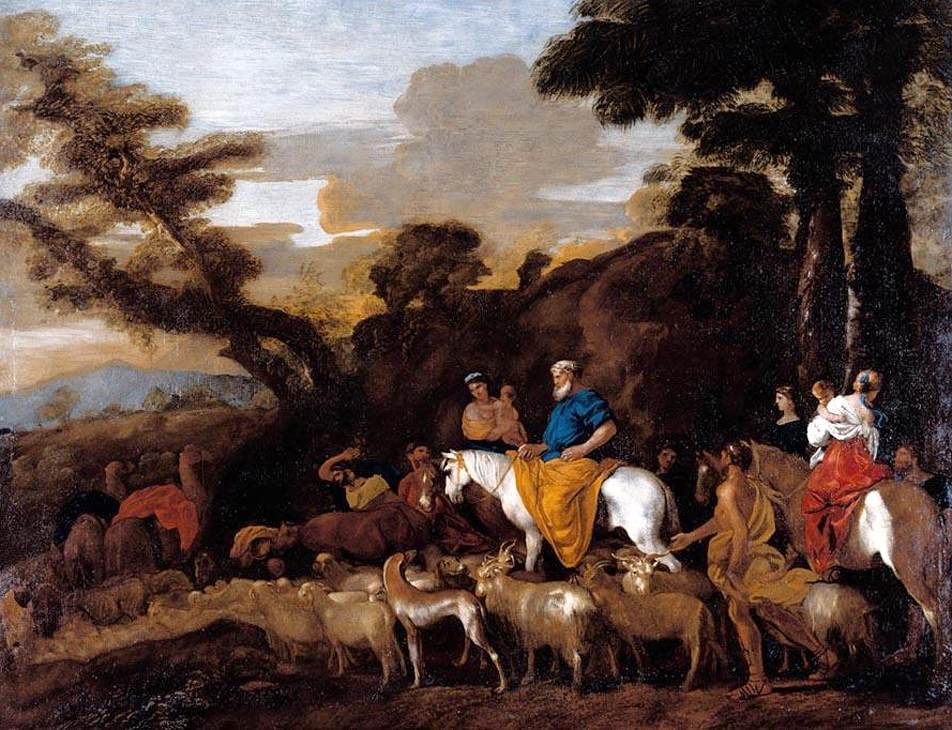
Jácob a Lábanovo stádo
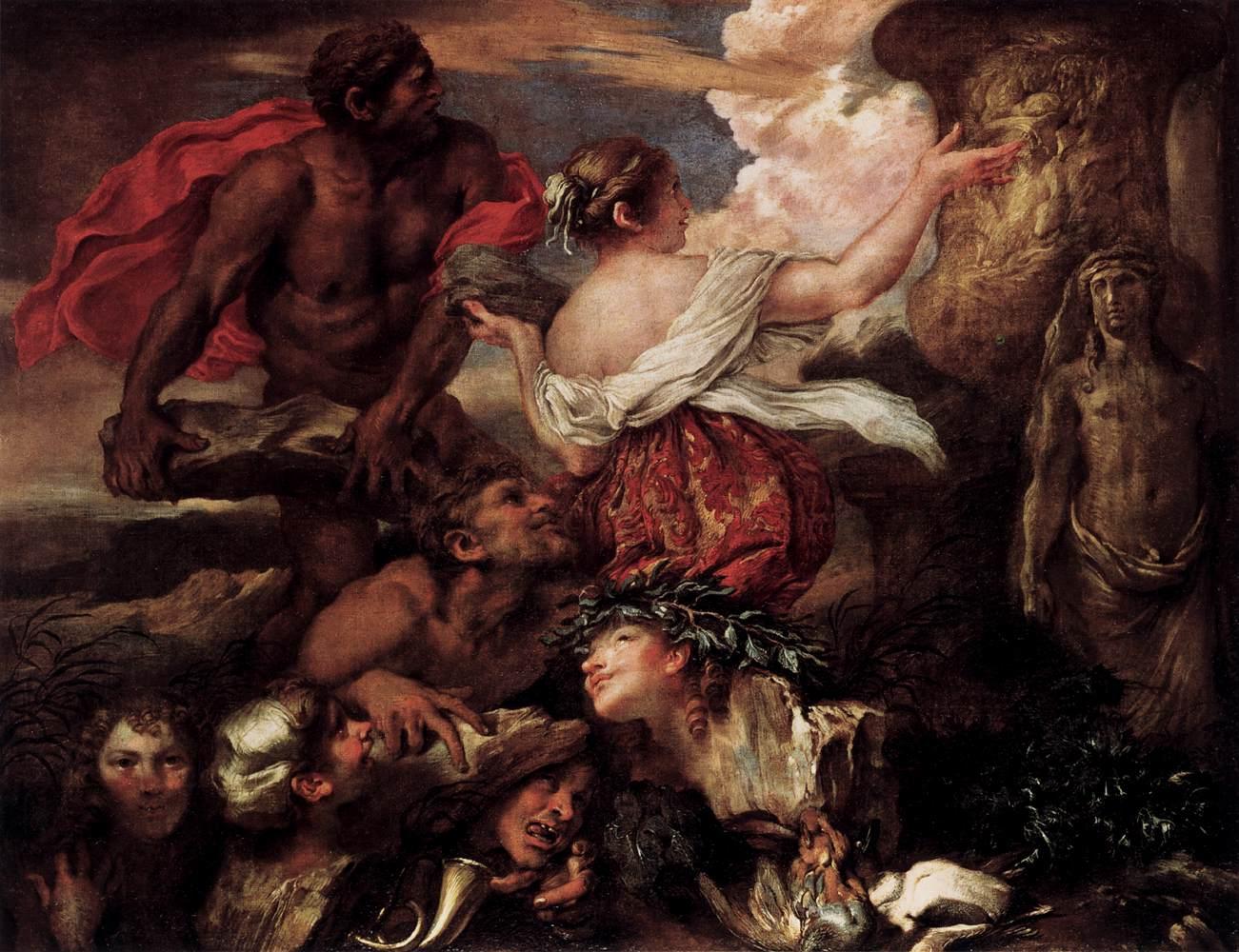
Pyrrha a Deukalión
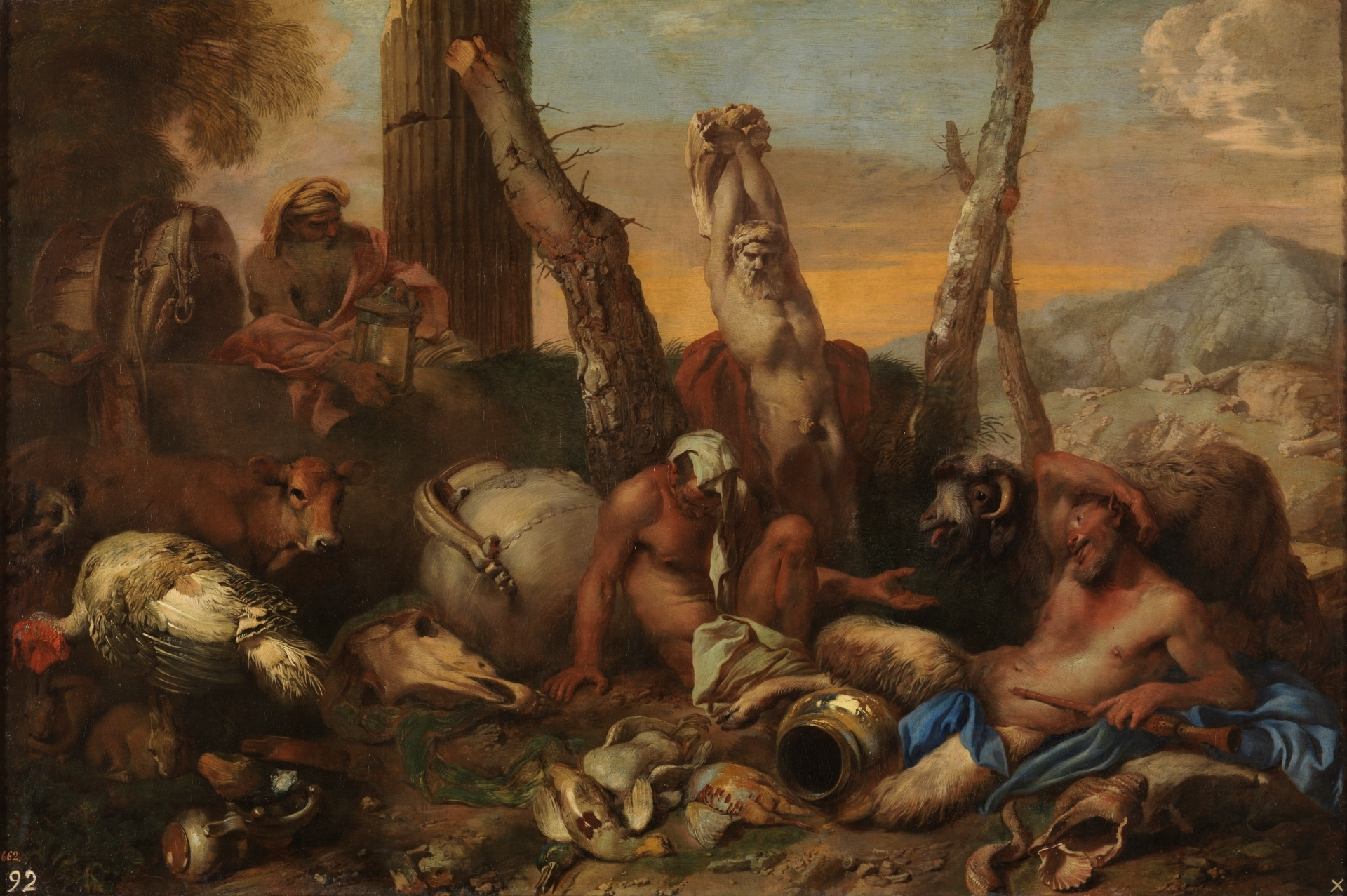
Diogenes s lucernou
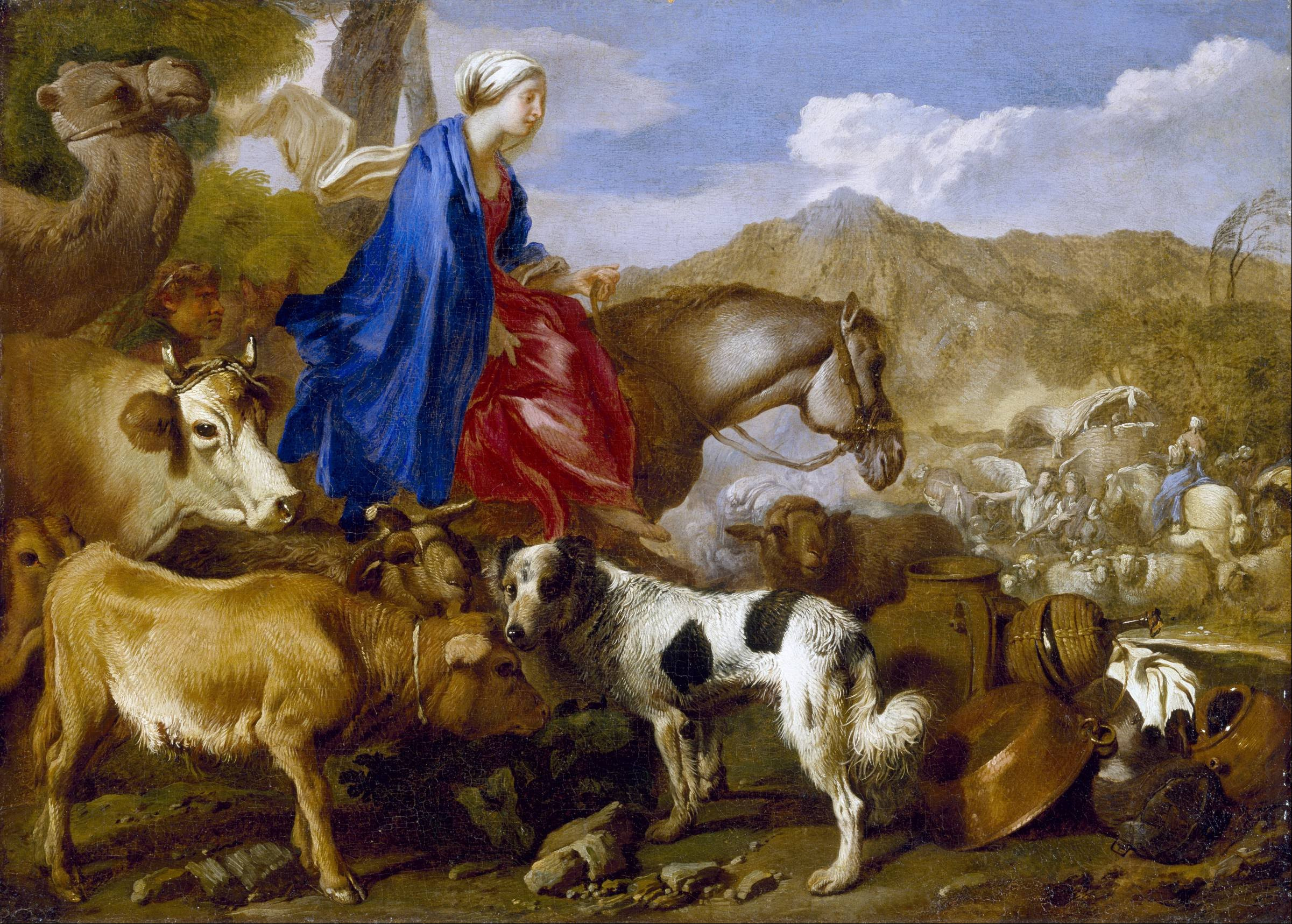
Rebeka na cestě
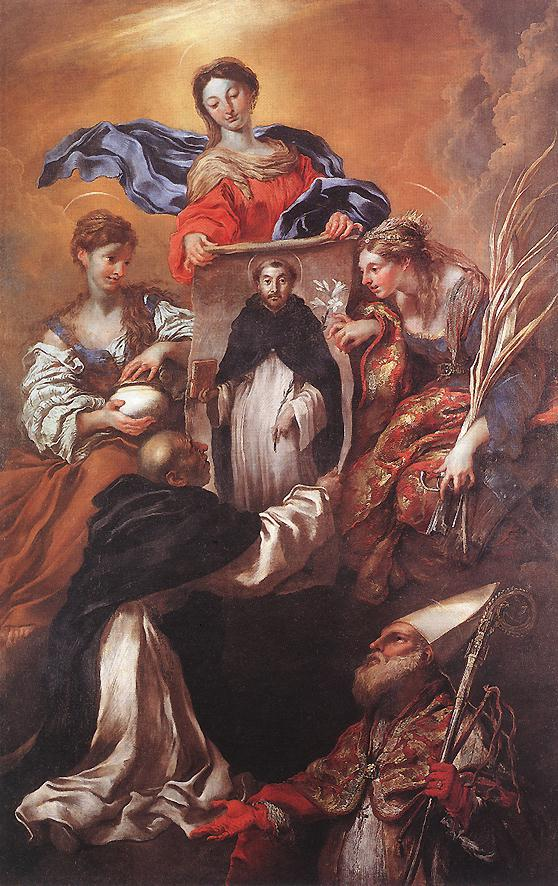
Sv. Dominik v Sorianu